# براندون مورو
براندون مورو (بالإنجليزية: Brandon Morrow)‏ هو لاعب كرة قاعدة أمريكي، ولد في 26 يوليو 1984 في سانتا روسا في الولايات المتحدة.

## وصلات خارجية
- براندون مورو على موقع دوري كرة القاعدة الرئيسي (الإنجليزية)
- براندون مورو على موقعبيزبول رفرنس.كوم (الدوري الرئيسي) (الإنجليزية)
- براندون مورو على موقعبيزبول رفرنس.كوم (الدوري الثانوي) (الإنجليزية)
- براندون مورو على موقع إي إس بي إن.كوم (أم.أل.بي) (الإنجليزية)
- براندون مورو على موقع مشجعي الرسوم البيانية (الإنجليزية)